# Liste der Monuments historiques in Saint-Trivier-sur-Moignans
Die Liste der Monuments historiques in Saint-Trivier-sur-Moignans führt die Monuments historiques in der französischen Gemeinde Saint-Trivier-sur-Moignans auf.

## Liste der Bauwerke
| Bezeichnung         | Beschreibung              | Standort | Kennzeichnung | Schutzstatus | Datum | Bild           |
| ------------------- | ------------------------- | -------- | ------------- | ------------ | ----- | -------------- |
| Befestigungsanlagen | Erbaut um 13. Jahrhundert | (Lage)   | PA01000016    | Inscrit      | 2005  | weitere Bilder |

## Liste der Objekte
- Monuments historiques (Objekte) in Saint-Trivier-sur-Moignans in der Base Palissy des französischen Kultusministeriums